# AURIGA
AURIGA (італ. Antenna Ultracriogenica Risonante per l'Indagine Gravitazinale Astronomica, ультракріогенна резонансна антена для гравітаційних астрономічних досліджень) — детектор гравітаційних хвиль, встановлений в Італії, у Національній лабораторії Леньяро Національного інституту ядерної фізики поблизу Падуї. Використовується для дослідження гравітаційних хвиль і квантової гравітації. Назва детектора є не тільки абревіатурою, а ще й латинською назвою сузірʼя Візничий (лат. Auriga).

## Опис
Пристрій складається з ультракріогенного резонансного стрижня, який являє собою алюмінієвий циліндр вагою 2,3 тонни і довжиною 3 метри. Коли гравітаційні хвилі досягають осцилятора, він вібрує, що, в принципі, має дозволяти зареєструвати сигнал від цих вібрацій.
Детектор AURIGA є резонансним, це означає, що найкраща чутливість досягається на резонансній частоті механічних коливань детектора, де поглинання енергії гравітаційних хвиль є максимальним. Детектор розроблений так, щоб максимізувати співвідношення сигнал/шум і таким чином збільшити шанси виявлення гравітаційної хвилі. Щоб полегшити виявлення коливань алюмінієвого циліндра, які виникають із частотою приблизно 1000 Гц, на одному з кінців стрижня пружно закріплено іншу масу величиною близько 1 кг. Оскільки ця друга маса призначена для вібрації з тією ж частотою, але є набагато легшою, то вона посилює вібрації. Цей другий механічний резонатор називається резонансним перетворювачем. Далі вібрації перетворюються на коливання струму в електричному ланцюзі за допомогою конденсатора, зарядженого високою напругою, потім електричний сигнал підсилюється, оцифровується та направляється в обчислювальний центр, відповідальний за його аналіз.
Навіть від найпотужніших космічних джерел, таких як злиття чорних дір, вібрації бруска, які потрібно виявити, надзвичайно слабкі, порядку 10-20 м. Такі слабкі вібрації, спричинені гравітаційними хвилями, можуть легко губитись на фоні вібрації, спричинених механічним навколишнім шумом і спонтанним тепловим рухом матерії. Щоб зменшити обидва ці шуми, брусок підвішують у вакуумі та охолоджують до наднизької температури, на частки градуса вище абсолютного нуля. У цих умовах детектор працює роками, чекаючи, поки на фоні шуму з'явиться достатньо потужний сигнал.

## Публікації
- J. P. Zendri et al., Status report of the gravitational wave detector AURIGA, AIP Conference Proceedings, 523, 421 (2000)
- M Cerdonio et al., The ultracryogenic gravitational-wave detector AURIGA, Classical and Quantum Gravity, vol. 14, no 6
- Antonio Branca et al., Search for light scalar Dark Matter candidate with AURIGA detector, arXiv, 1607.07327v1, 25 juillet 2016